# カウカ県

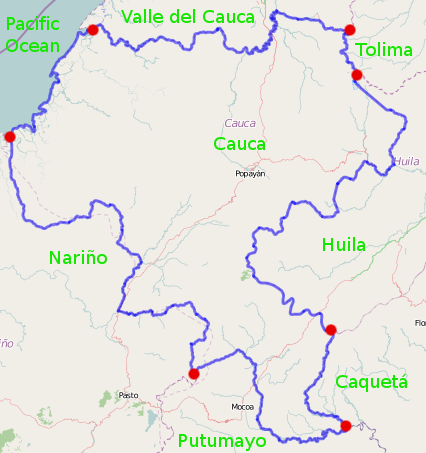
県の地図。赤点は各市の市庁所在地を示す

カウカ県（カウカけん、スペイン語: Departamento de Cauca）は、コロンビア南西部の県。西は太平洋に面している。県都はポパヤン。

## 隣接する県
北東にトリマ県、北にバジェ・デル・カウカ県、東にウイラ県、南にナリーニョ県、南東にプトゥマヨ県、カケタ県と接する。

## 下位行政区

### 基礎自治体
- アルマゲール (Almaguer)
- アルヘリア (Argelia)
- バルボーア (Balboa)
- ボリーバル (Bolívar)
- ブエノス・アイレス (Buenos Aires)
- カヒビオ (Cajibio)
- カルドーノ (Caldono)
- カロート (Caloto)
- コリント (Corinto)
- エル・タンボ (El Tambo)
- フロレンシア (Florencia)
- グアピ (Guapi)
- インサ (Inza)
- ハンバーロ (Jambalo)
- ラ・シエーラ (La Sierra)
- ラ・ベガ (La Vega)
- ロペス (Lopez)
- メルカデーレス (Mercaderes)
- ミランダ (Miranda)
- モラーレス (Morales)
- パティージャ (Padilla)
- パエス (Paez)
- パティア (Patia)
- ピアモンテ (Piamonte)
- ピエンダモ (Piendamó)
- ポパヤン (Popayán)
- プエルト・テハーダ (Puerto Tejada)
- プラーセ (Purace)
- ロサス (Rosas)
- サン・セバスティアン (San Sebastian)
- サンタンデール・デ・キリチャーオ (Santander de Quilichao)
- サンタ・ローサ (Santa Rosa)
- シルビア (Silvia)
- ソターラ (Sotara)
- スアレス (Suarez)
- スクレ (Sucre)
- ティンビオ (Timbio)
- ティンビーキ (Timbiqui)
- トリビオ (Toribio)
- トトーロ (Totoro)
- ビジャ・リーカ (Villa Rica)